# Calycomyza vallicola
Calycomyza vallicola är en tvåvingeart som beskrevs av Mitsuhiro Sasakawa 1992. Calycomyza vallicola ingår i släktet Calycomyza och familjen minerarflugor.
Artens utbredningsområde är Peru. Inga underarter finns listade i Catalogue of Life.